# Каменские
О Каменских польского происхождения см. Каминские
Каменские — русский дворянский род и графский (с 1797), давший России трёх известных полководцев.
Есть девять фамилий Каменских, из которых две внесены в Гербовник:
1. Каменские, потомство "мужа честна" Ратши, прибывшие из Германии в Великий Новгород в конце XII века (сюда принадлежат вероятно и графы Каменские) (Герб. Часть V. № 9). Древний род внесён в Бархатную книгу[1].
2. Каменские, потомки Яроша Каменского, разделивший свои деревни (1696) (Герб. Часть VI. № 137).

3-8. Шесть фамилий Каменских  в Польше и Литве (в гербовник не внесены).
9. Указом императора Александра I (24 сентября 1801) во уважение 47-летних подвигов фельдмаршала графа Каменского на пользу отечества, воспитаннику его, Петру Михайловичу Менкаскому, пожаловано дворянское достоинство с именем и гербом Каменского, но без графского достоинства (в гербовник не внесён).

## Графы Каменские
Графы Каменские, по официальной версии, происходят от тверской ветви древнего рода Ратшичей-Акинфовичей, и писались Каменскими «старого выезда», в отличие от выехавших из Польши Каменских (Каминских). Родословная Каменских в Бархатной книге доведена только до XVI века, вероятно потому, что во время её составления, Каменские, служили по Бежецкому верху, вдали от Москвы и опоздали с предоставлением сведений.
Запись в Бархатной книге, глава XVII:

177. РОДЪ КАМЕНСКИХЪ. 

А 2 сына Романова у Ивана Чёрного сынъ Петръ. 

У Петра сынъ Измайло Каменской. 

(352) А у Измайла Каменского дети: 

Семенъ, 

Да Иванъ, 

Да Михайло, 

Да Степанъ, 

Да Никита, 

Да Василей; служили по Бежецкому Верьху. 

А у 4 сына Романова у Полуекта Каменского дети: 

Иванъ, 

Да Полуектъ же, прозвище Другой. 

У Ивана сынъ Андрей, бездетенъ. 

А у Полуекта у Другова дети: 

Нехорошей, 

Да Матвей. 

У Нехорошева сынъ Василей. 

А у 5 сына Романова у Дмитрея дети: 

Дмитрей же, 

Да Иванъ. 

А у Дмитрея сынъ Нечай. 

А у Ивана дети: 

Федоръ, 

Да Посникъ, 

Да Василей; а служили по Бежецкому Верьху.

Андрей Иванович, Нехорош Полуехтович и Нечай Дмитриевич упоминаются в Казанском походе (1544). Матвей Полуектович и Неклюд Дмитриевич упомянуты в Казанском походе (1544), Шведском (1549), Полоцком (1551). Подьячий и приказчик Каменской Фёдор воевода в Верхотурье (1657), на Ирбите (1670 и 1682).
Стольник Михаил Сергеевич Каменский, владелец вотчин в Бежецком уезде, служил при Петре I офицером в полку нового строя, убит (1700) под Нарвой, жена: Аграфена Юлиановна Челищева. Внук последнего, фельдмаршал Михаил Федотович, один из знаменитейших полководцев, пожалован императором Павлом I Петровичем в графское достоинство (05 апреля 1797).
Подобный смертным всем

Каменским жребий дан Судьбами,

Бессмертны же они

В сердцах у Россиян — Делами.
Род графов Каменских внесён в V часть родословных книг Московской, Нижегородской, Орловской и Смоленской губерний. (Гербовник, V, 9).

### Известные представители
- Граф Михаил Федотович Каменский — полководец екатерининской эпохи, генерал-фельдмаршал, сенатор (1806).
- Граф Николай Михайлович Каменский — русский генерал от инфантерии, кавалер ордена Святого Георгия III степени, за Гельсберг (1807), II степени, за войну в Финляндии (1808).
- Граф Сергей Михайлович Каменский — русский генерал от инфантерии, кавалер ордена Святого Георгия IV степени за войну в Польше и II степени за Турецкую компанию (1810),

## Дворяне Каменские
Дворяне Каменские происходят из Польского шляхетства. Ярош Каменский владел в Польше деревнями, которые его внук, Иван Каменский, (1696) разделил со своим братом Петром. Их потомки владели в Польше землями в Оршанском повете, а Лука, Василий и Мартын Каменские с потомками, по указу Павла I, по докладу Правительствующего Сената (11 сентября 1797) утверждены в древнем дворянстве.

## Описание гербов

#### Герб Каменских 1785 года
В Гербовнике Анисима Титовича Князева 1785 года имеется изображение печати с гербом, графа с 1797 года, Михаила Фёдоровича Каменского (1738-1809) убит своим крестьянином, женатым на княжне Анне Павловне Щербатовой: в щите, имеющем красное поле, изображены фигуры: серебряный месяц, рогами вниз щита и под ним золотой лапчатый крест (изм. польский герб Лелива). В жалованной грамоте владельцы печати графа М.Ф. Каменского на титул (25 марта 1799) эта эмблема трактовалась, как родовой герб Каменских. Использование символа отразило легенду о польском происхождении рода.

#### Герб. Часть VI. № 137.
Дворянский герб Каменских: в щите, имеющем красное поле, изображена серебряная роза и по сторонам неё три золотых резака, употребляемых в садах при очистке деревьев (польский герб Роля). Щит увенчан дворянским шлемом и короной с пятью павлиньими перьями. Намёт на щите красный, подложен серебром. Щитодержатели: два льва.

#### Графский герб. Часть V. №9.
В щите, имеющем пурпуровое поле посередине находится малый золотой щиток, с изображением чёрного двуглавого Орла Коронованного, на груди которого в красном поле виден скачущий на белом коне воин, поражающий копьём змия, а в лапах держит скипетр и державу.
Над щитком изображён серебряный полумесяц, рогами обращённый вниз и серебряный крест. В нижней половине щита через реку диагонально к левому нижнему углу означен из нескольких понтонов мост, с выбранными между некоторых из них досками.
Щит покрыт графской короной, на поверхности которой поставлен шлем, увенчанный графской же короной с одним страусовым пером. Намёт на щите пурпурный, подложенный серебром. С правой стороны щита поставленный солдат держит одной рукой щит, а другой опущенную концом вниз шпагу, а с левой
стороны видна опрокинутая турецкая чалма.
Запись в Общем гербовнике дворянских родов Всероссийской Империи:

Граф Михайло Федотович Каменский происходит из древней благородной фамилии. Предки его Михайла Федотовича, как показано в справке разрядного Архива, служили Российскому Престолу Дворянские службы в разных чинах и жалованы были в 7155/1647 и других годах поместьями; а 1797 года Апреля 5 дня по указу ЕГО ВЕЛИЧЕСТВА ГОСУДАРЯ ИМПЕРАТОРА ПАВЛА ПЕРВОГО помянутый Михайло Федотович Каменский за усердную службу с рожденными и впредь рождаемыми от него детьми и потомками Всемилостивейше пожалован Графом Российской Империи и на оное достоинство 1799 года Марта в 25 день дипломом, с коего копия хранится в Герольдии.

#### Герб. Часть XIX. № 33.
Герб отставного штабс-ротмистра Алексея Каменского: щит поделен горизонтально. В верхней, красной части, серебряный лапчатый крест, над ним серебряный полумесяц рогами вниз. В нижней, серебряной части, диагонально справа налево чёрный понтонный мост. Над щитом дворянский коронованный шлем. Нашлемник — красное страусовое перо. Намёт красный с серебром.